# Langemak Bay
Die Langemak Bay (in der deutschen Kolonialzeit Langemakbucht genannt) ist eine Bucht an der Ostküste der Huon-Halbinsel in der Provinz Morobe von Papua-Neuguinea. Sie ist damit Teil der Salomonensee.

## Geographie
Die Bucht bildet einen etwa drei Kilometer langen aber nur etwa einen Kilometer breiten Einschnitt in die Huon-Halbinsel. Die äußeren Punkte der Bucht bilden die Küstenlinie der Nugidu Halbinsel im Norden und die Landspitze Kalinguang Point im Süden. Die Bucht bildet den Ria des Mape River, dessen Mündung bei der Siedlung Butaweng liegt.

## Geschichte
Die Bucht wurde von europäischer Seite 1884 durch den deutschen Marineoffizier D. Langemak, Kommandant des Kanonenboots Hyäne, entdeckt und ist nach diesem benannt. Im Jahr darauf wurde unmittelbar nördlich der Bucht ein Handelsposten der Neuguinea-Kompagnie gegründet, der später den Namen Finschhafen erhielt. Ab 1899 war die Gegend um die Bucht Teil der deutschen Kolonie Neuguinea. Sie kam 1920 unter australische Mandatsverwaltung.

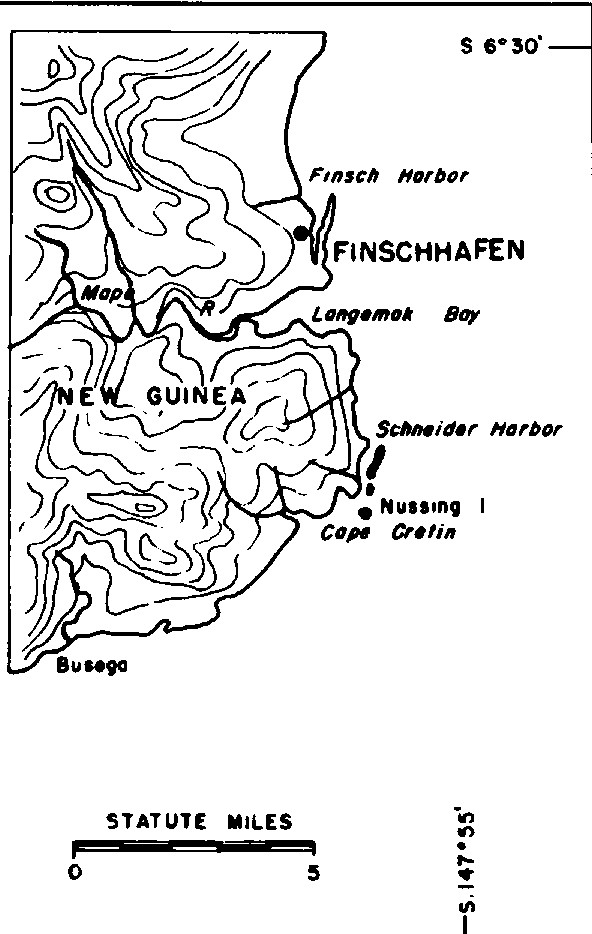
Langemak Bay (mittig im Bild) südlich von Finschhafen (US-Militärkarte von 1947)

Während des Pazifikkrieges des Zweiten Weltkriegs wurde die Bucht von japanischen Truppen besetzt und als Ankerplatz genutzt. Von Juni bis September 1943 kam es mehrfach zu Luftangriffen durch die Fifth Air Force der US-Armee auf japanische Schiffe innerhalb der Bucht. Zum Auftakt der Schlacht um Finschhafen, Teil des Huon-Halbinsel-Feldzuges, landete Konteradmiral Daniel E. Barbeys Task Force 76 (TF-76) der US Navy die 20. Brigade der australischen Armee am Scarlet Beach an der Langemak Bay.
Im Anschluss an die alliierte Besetzung des Finschhafen-Gebiets wurde die Langemak-Bucht bis zum Ende des Pazifikkrieges als Ankerplatz der US-Marine und als Stützpunkt für Wasserflugzeuge genutzt.